# Rhypopteryx capnitis
Rhypopteryx capnitis är en fjärilsart som beskrevs av Collenette 1960. Rhypopteryx capnitis ingår i släktet Rhypopteryx och familjen tofsspinnare. Inga underarter finns listade.